# Matti Aaltonen
Matti Aaltonen (né le 21 mars 1921 à Helsinki - décédé le 25 septembre 1978 à Oulu) est un architecte et sculpteur finlandais.

## Biographie

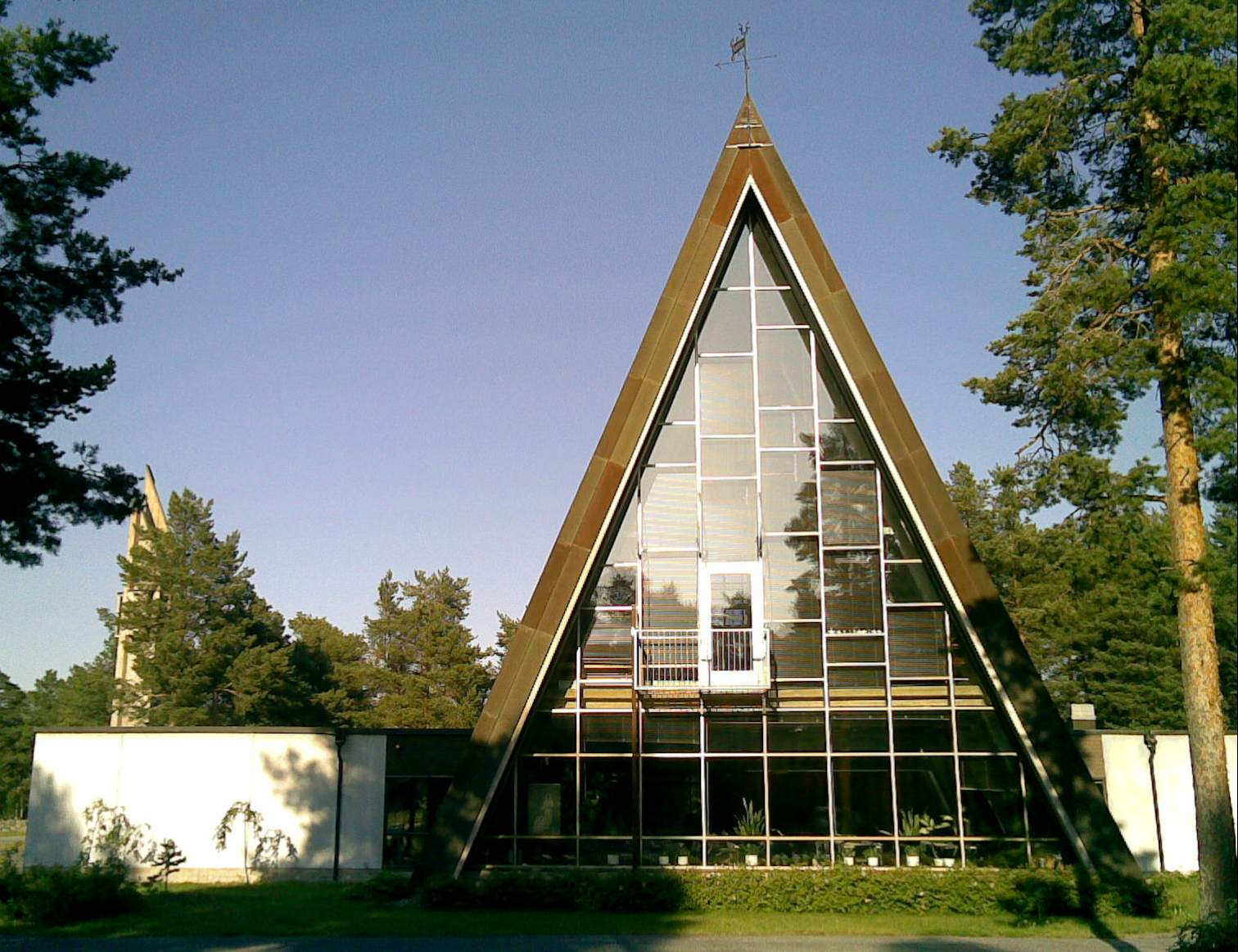
L'église de Hailuoto.

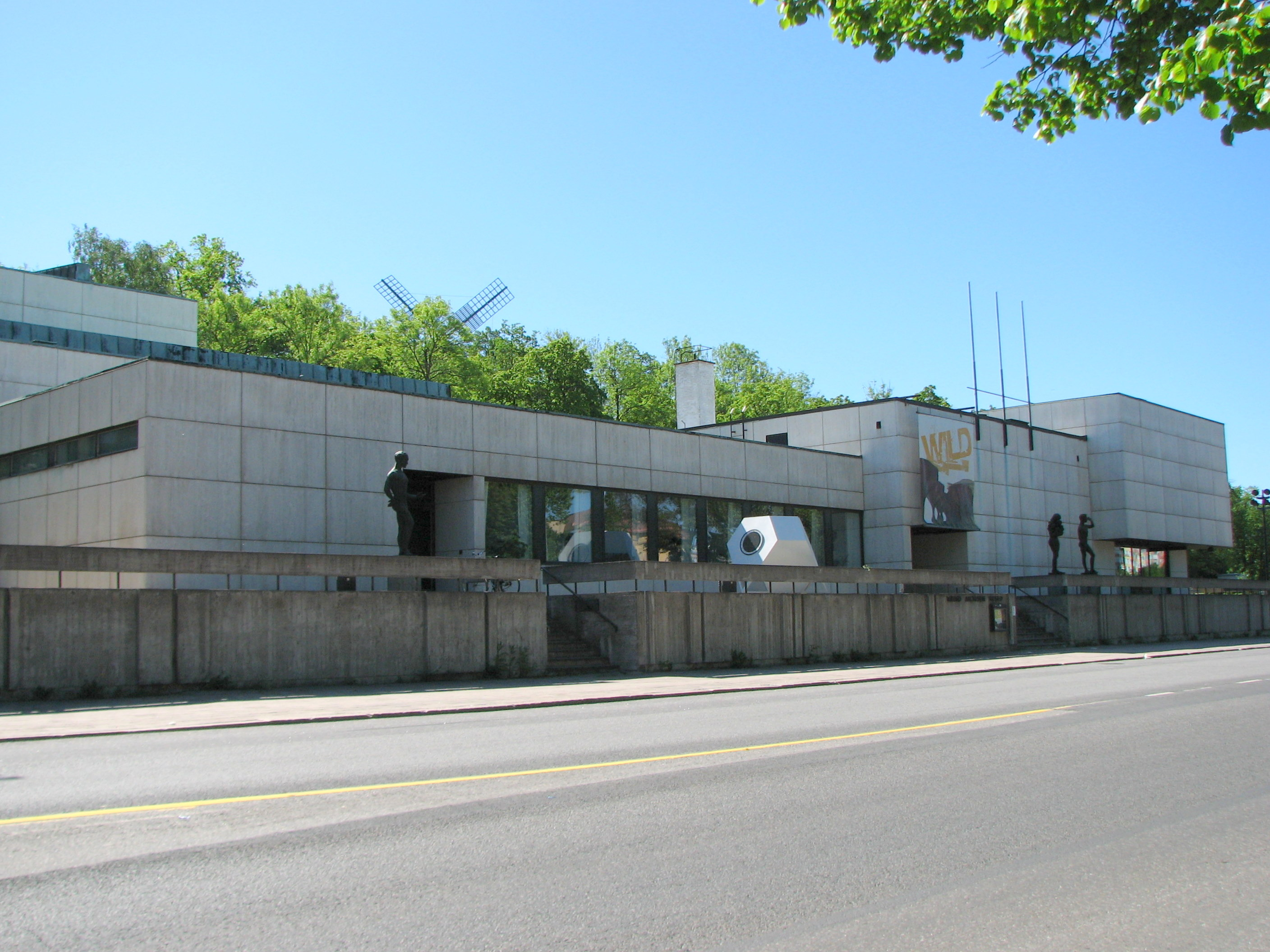
Le Musée Wäinö Aaltonen.

Matti Aaltonen est le fils aîné de Wäinö Aaltonen et de Aino A. Pietiläinen (1896-1984).
En 1939, Matti Aaltonen obtient son baccalauréat. 
Il étudie l'architecture à l'École supérieure technique et en sort diplômé en 1952.
En 1945, Matti Aaltonen épouse Irma Väisänen.
Le couple fonde un cabinet d'architecte qui fonctionnera de 1954 à 1972. 
Parmi leurs créations les plus connues citons :
- L'église de Hailuoto,
- Le Musée Wäinö Aaltonen de Turku,
- Les monuments mémoriaux de Karstula (1957), de Petäjävesi (1953) et de Reposaari (1952).